# Fusillade de l'école d'Ijevsk
La fusillade de l'école d'Ijevsk est survenue le 26 septembre 2022 lorsqu'Artem Kazantsev est entré dans une école à Ijevsk, en Oudmourtie, dans le centre-ouest de la Russie, et a ouvert le feu avec deux pistolets, tuant 17 personnes et en blessant au moins 24 autres. Les responsables ont déclaré que parmi les personnes tuées figurent onze enfants, deux agents de sécurité, deux enseignants et deux autres adultes. Kazantsev, qui portait une cagoule et un t-shirt avec une croix gammée au moment de l'attaque, s'est ensuite suicidé,,.

## Fusillade
La fusillade de masse a eu lieu à l'école n°88 (en russe : школе № 88) à Ijevsk, en Oudmourtie, en Russie, vers 10 h 52. Armé de deux pistolets et d'une grande quantité de munitions, le tireur, Artem Kazantsev, est entré dans l'école. Des vidéos des conséquences ont été publiées par le comité d'enquête, qui comprenaient des plans de l'intérieur de l'école et du corps de Kazantsev gisant sur le sol après s'être suicidé.

## Victimes
Kazantsev a tué un total de 17 personnes à l'école. Les victimes comprenaient 11 enfants, deux agents de sécurité, deux enseignants et deux autres adultes. Vingt-quatre personnes ont été blessées, dont 22 enfants.
Le 8 novembre à l'hôpital de Moscou est décédé l'une des victimes. Ainsi, le nombre de victimes du tireur a atteint 18,,.

## Enquête
Les enquêteurs ont fouillé la résidence de Kazantsev et ont enquêté sur son potentielle idéologie néo-fasciste et nazie après que des informations aient révélé qu'il était impliqué dans une organisation ou un groupe néo-fasciste. Les armes utilisées se sont révélées être deux pistolets "traumatiques", une forme d'arme à feu non létale utilisée par les forces de l'ordre qui avait été convertie pour tirer à balles réelles et obtenue illégalement.

## Suspect
Selon le comité d'enquête, le tireur était Artem Kazantsev, né en 1988, originaire d'Ijevsk, ancien élève de l'école. Il a été rapporté qu'il portait un T-shirt avec des symboles nazis et une cagoule. L'agresseur était inscrit dans un dispensaire psycho-neurologique avec un diagnostic de schizophrénie.
Selon un e-mail écrit par le tireur 20 minutes avant son agression, l'attaque n'est pas un incident terroriste.

## Réactions
L'attaché de presse du Kremlin, Dmitri Peskov, a déclaré que Vladimir Poutine "pleurait profondément" les morts. L'attentat a été décrit comme "un acte terroriste commis par une personne appartenant apparemment à une organisation ou à un groupe néo-fasciste".
Le chef de la République d'Oudmourtie (en), Alexandre Brétchalov (en), a décrété trois jours de deuil à la suite de l'attentat.